# Třída Sentinel (2011)
Třída Sentinel (jinak též Fast Response Cutter – FRC) je třída kutrů Pobřežní stráže Spojených států amerických vyvinutých v rámci rozsáhlého modernizačního programu Integrated Deepwater System Program (IDS) na základě nizozemského typu Damen Stan Patrol 4708. Ve službě nahrazují zastaralé kutry třídy Island. Prototypová jednotka byla do služby přijata v roce 2012. Do roku 2024 bylo objednáno 67 jednotek této třídy. Do srpna 2025 bylo do služby přijato 59 jednotek. Plánovaná životnost plavidla dosahuje 20 let.

## Stavba

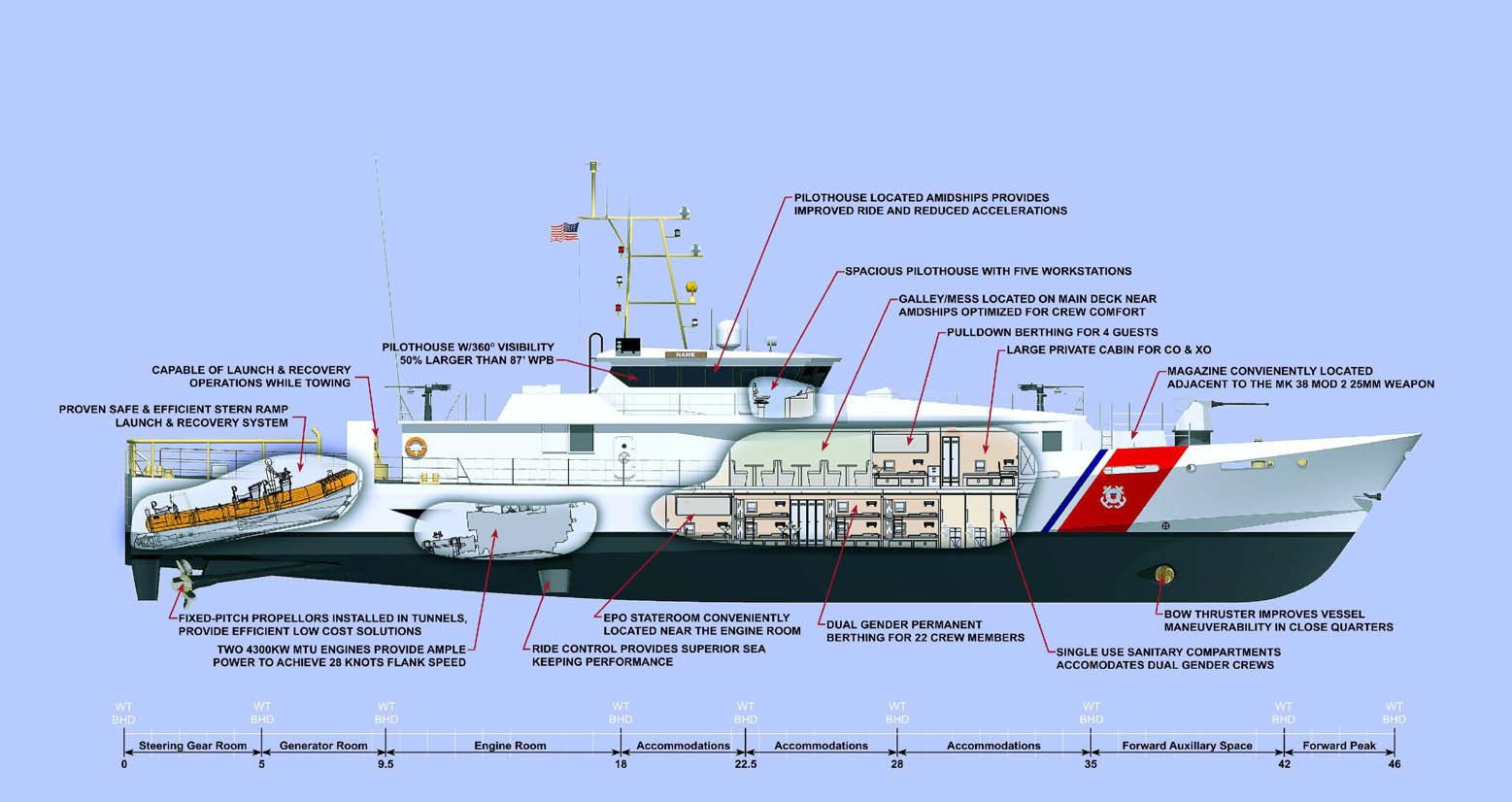
Ilustrace kutru třídy Sentinel

Původně bylo pobřežní stráží plánováno zakoupení 58 jednotek této třídy. Prototyp byl postaven v letech 2010–2012 loděnicí Bollinger Shipyards. Ta staví i ostatní plavidla této třídy. Do března 2016 bylo předáno celkem 16 kutrů této třídy. Do srpna 2019 bylo dokončeno 33 plavidel. Do roku 2019 bylo závazně objednáno 56 plavidel, přičemž pobřežní stráž má na zbývající dva kusy opci. K srpnu 2021 bylo objednáno 64 jednotek. V květnu 2024 byla objednána další dvě plavidla, takže jejich celkový počet dosáhl 67.
Jednotky třídy Sentinel:
| Jméno                                 | Spuštěna | Vstup do služby    | Status    |
| ------------------------------------- | -------- | ------------------ | --------- |
| USCGC Bernard C. Webber (WPC-1101)    | 2011     | 14. dubna 2012     | aktivní   |
| USCGC Richard Etheridge (WPC-1102)    | 2011     | 3. srpna 2012      | aktivní   |
| USCGC William Flores (WPC-1103)       | 2011     | 3. listopadu 2012  | aktivní   |
| USCGC Robert Yered (WPC-1104)         | 2012     | 15. února 2013     | aktivní   |
| USCGC Margaret Norvell (WPC-1105)     | 2013     | 1. června 2013     | aktivní   |
| USCGC Paul Clark (WPC-1106)           | 2013     | 24. srpna 2013     | aktivní   |
| USCGC Charles David Jr. (WPC-1107)    | 2013     | 16. listopadu 2013 | aktivní   |
| USCGC Charles Sexton (WPC-1108)       | 2013     | 8. března 2014     | aktivní   |
| USCGC Kathleen Moore (WPC-1109)       | 2014     | 10. května 2014    | aktivní   |
| USCGC Raymond Evans (WPC-1110)        | 2014     | 6. září 2014       | aktivní   |
| USCGC William Trump (WPC-1111)        | 2014     | 24. ledna 2015     | aktivní   |
| USCGC Isaac Mayo (WPC-1112)           | 2015     | 28. března 2015    | aktivní   |
| USCGC Richard Dixon (WPC-1113)        | 2015     | 20. června 2015    | aktivní   |
| USCGC Heriberto Hernandez (WPC-1114)  | 2015     | 16. října 2015     | aktivní   |
| USCGC Joseph Napier (WPC-1115)        | 2015     | 29. ledna 2016     | aktivní   |
| USCGC Winslow W. Griesser (WPC-1116)  | 2015     | 11. března 2016    | aktivní   |
| USCGC Donald Horsley (WPC-1117)       | 2016     | 20. května 2016    | aktivní   |
| USCGC Joseph Tezanos (WPC-1118)       | 2016     | 26. srpna 2016     | aktivní   |
| USCGC Rollin Finch (WPC-1119)         | 2016     | 19. listopadu 2016 | aktivní   |
| USCGC Lawrence Lawson (WPC-1120)      | 2016     | 18. března 2017    | aktivní   |
| USCGC John McCormick (WPC-1121)       | 2016     | 12. dubna 2017     | aktivní   |
| USCGC Bailey Barco (WPC-1122)         | 2017     | 15. června 2017    | aktivní   |
| USCGC Benjamin Dailey (WPC-1123)      | 2017     | 4. července 2017   | aktivní   |
| USCGC Oliver F Berry (WPC-1124)       | 2017     | 31. října 2017     | aktivní   |
| USCGC Jacob L. A. Poroo (WPC-1125)    | 2017     | 8. prosince 2017   | aktivní   |
| USCGC Joseph Gerczak (WPC-1126)       | 2017     | 9. března 2018     | aktivní   |
| USCGC Richard T. Snyder (WPC-1127)    | 2018     | 20. dubna 2018     | aktivní   |
| USCGC Nathan Bruckenthal (WPC-1128)   | 2018     | 25. července 2018  | aktivní   |
| USCGC Forrest O. Rednour (WPC-1129)   | 2018     | 8. listopadu 2018  | aktivní   |
| USCGC Robert Ward (WPC-1130)          | 2018     | 2. března 2019     | aktivní   |
| USCGC Terrell Horne (WPC-1131)        | 2018     | 22. března 2019    | aktivní   |
| USCGC Benjamin A. Bottoms (WPC-1132)  | 2019     | 1. května 2019     | aktivní   |
| USCGC Joseph Doyle (WPC-1133)         | 2019     | 8. června 2019     | aktivní   |
| USCGC William Hart (WPC-1134)         | 2019     | 26. září 2019      | aktivní   |
| USCGC Angela McShan (WPC-1135)        | 2019     | 26. října 2019     | aktivní   |
| USCGC Daniel Tarr (WPC-1136)          | 2019     | 10. ledna 2020     | aktivní   |
| USCGC Edgar Culbertson (WPC-1137)     | 2020     | 11. června 2020    | aktivní   |
| USCGC Harold Miller (WPC-1138)        | 2020     | 15. července 2020  | aktivní   |
| USCGC Myrtle Hazard (WPC-1139)        | 2020     | 29. července 2021  | aktivní   |
| USCGC Oliver Henry (WPC-1140)         | 2020     | 29. července 2021  | aktivní   |
| USCGC Charles Moulthrope (WPC-1141)   | 2020     | 21. ledna 2021     | aktivní   |
| USCGC Robert Goldman (WPC-1142)       | 2020     | 12. března 2021    | aktivní   |
| USCGC Frederick Hatch (WPC-1143)      | 2021     | 29. července 2021  | aktivní   |
| USCGC Glenn Harris (WPC-1144)         | 2021     | 6. srpna 2021      | aktivní   |
| USCGC Emlen Tunnell (WPC-1145)        | 2021     | 15. října 2021     | aktivní   |
| USCGC John Scheuerman (WPC-1146)      | 2021     | 23. února 2022     | aktivní   |
| USCGC Clarence Sutphin Jr. (WPC-1147) | 2022     | 21. dubna 2022     | aktivní   |
| USCGC Pablo Valent (WPC-1148)         | 2022     | 11. května 2022    | aktivní   |
| USCGC Douglas Denman (WPC-1149)       | 2022     | 28. září 2022      | aktivní   |
| USCGC William Chadwick (WPC-1150)     | 2022     | 10. listopadu 2022 | aktivní   |
| USCGC Warren Deyampert (WPC-1151)     | 2022     | 30. března 2023    | aktivní   |
| USCGC Maurice Jester (WPC-1152)       | 2023     | 2. června 2023     | aktivní   |
| USCGC John Patterson (WPC-1153)       | 2023     | 10. srpna 2023     | aktivní   |
| USCGC William Sparling (WPC-1154)     | 2023     | 19. října 2023     | aktivní   |
| USCGC Melvin Bell (WPC-1155)          | 2023     | 28. března 2024    | aktivní   |
| USCGC David Duren (WPC-1156)          | 2024     | 27. června 2024    | aktivní   |
| USCGC Florence Finch (WPC-1157)       | 2024     | 24. října 2024     | aktivní   |
| USCGC John Witherspoon (WPC-1158)     | 2024     | 3. dubna 2025      | aktivní   |
| USCGC Earl Cunningham (WPC-1159)      | 2025     | 11. srpna 2025     | aktivní   |
| USCGC Frederick Mann (WPC-1160)       |          |                    | ve stavbě |
| USCGC Olivia Hooker (WPC-1161)        |          |                    | objednána |
| USCGC Vincent Danz (WPC-1162)         |          |                    | objednána |
| USCGC Jeffery Pallazo (WPC-1163)      |          |                    | objednána |
| USCGC Marvin Perrett (WPC-1164)       |          |                    | objednána |
| (WPC-1165)                            |          |                    | objednána |
| (WPC-1166)                            |          |                    | objednána |
| (WPC-1167)                            |          |                    | objednána |

## Konstrukce

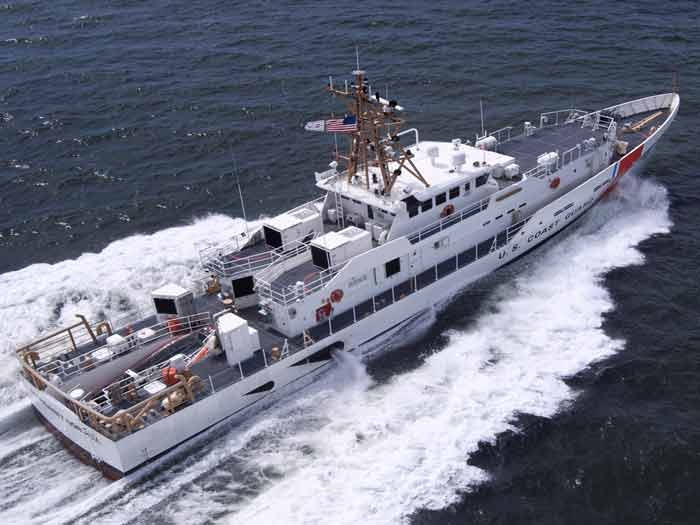
USCGC Charles Sexton (WPC-1108)

Plavidla jsou vybavena vyhledávacím a navigačním radarem SPS-78 a vyhledávacím radarem SPS-50. Ze záďové rampy je spouštěn jeden inspekční člun RHIB. Výzbroj tvoří 25mm kanón M242 Bushmaster v dálkově ovládané zbraňové stanici Mk 38 a čtyři 12,7mm kulomety M2HB. Pohonný systém tvoří dva diesely MTU 20V 4000 M93L, každý o výkonu 5800 hp, pohánějící dva lodní šrouby s pevnými lopatkami. Manévrovací schopnosti zlepšuje příďové dokormidlovací zařízení. Nejvyšší rychlost přesahuje 28 uzlů. Dosah přesahuje 2500 námořních mil a vytrvalost pět dní.